# Rônai
Rônai är en kommun i departementet Orne i regionen Normandie i nordvästra Frankrike. Kommunen ligger i kantonen Putanges-Pont-Écrepin som tillhör arrondissementet Argentan. År 2022 hade Rônai 180 invånare.

## Befolkningsutveckling
Antalet invånare i kommunen Rônai
| Referens: INSEE |